# Bakelse

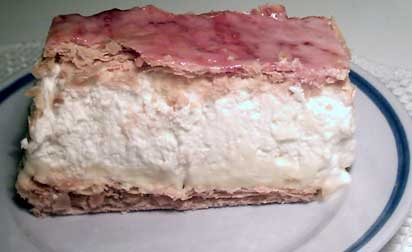
En svensk variant av Napoleonbakelse.

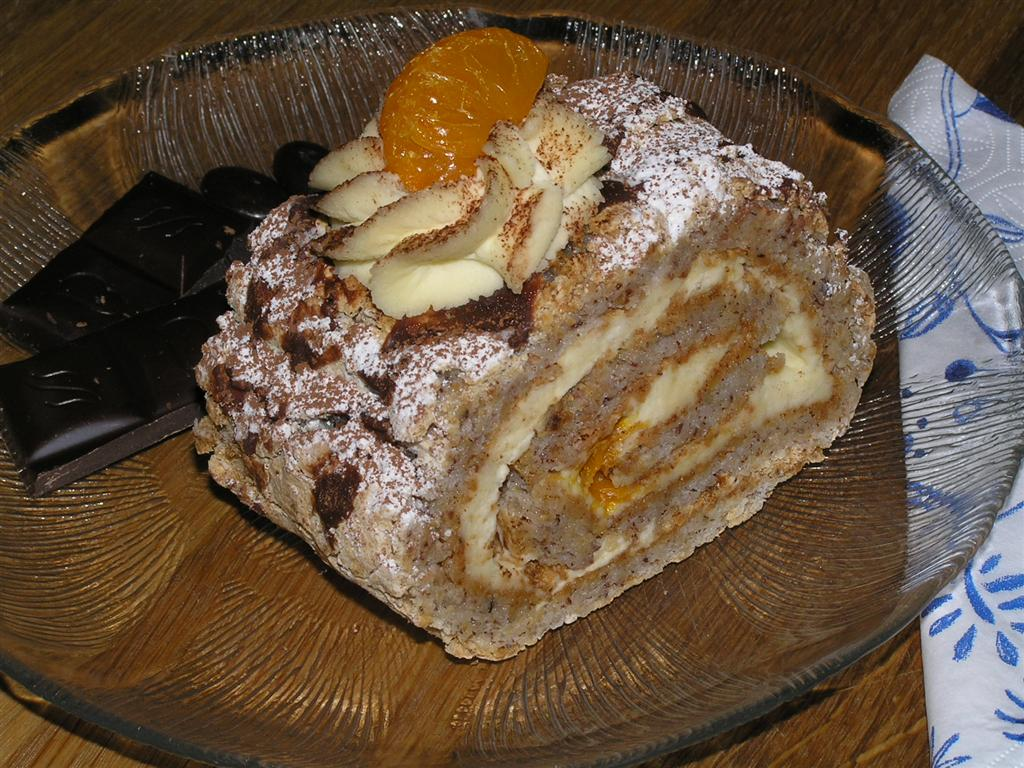
Budapestbakelse.

Bakelse är ett sött bakverk i portionsstorlek, till skillnad från en tårta, som är för flera personer och där en portion (en tårtbit) bara är en bit av bakverket. Ofta finns bakverket både som bakelse och som tårta. Man använder begreppet bakelse om ett sammansatt bakverk som ofta består av grädde eller smörkräm, frukt eller sylt och en grund som sockerkaka, smördeg eller annan deg.
Ordet bakelse kommer från tyskans ”Gebackels” som betyder bakverk eller något bakat. Under 1600-talet fick ordet sin nutida betydelse av sötebröd eller festbröd. Bakelse finns belagt i svensk skrift sedan 1650. Då kunde ordet syfta på bakverk i största allmänhet. Ordet gräddbakelse finns belagt i svenskan sedan början av 1800-talet, men då var det fråga om grädde i smeten. Vispad grädde blev vanligt först i början av 1900-talet.
Flera bakelser har tagits fram som en hyllning till kungliga eller framstående personer eller historiska händelser. Länge var det främst den rikare delen av befolkningen som kunde äta bakelser men när industrialismen satte igång på riktigt blev bakelser mer utbrett bland befolkningen i stort.
Exempel på bakelser är Petit-Choux, Napoleonbakelse, Sarah Bernhardt-bakelse, Gustav Adolfsbakelse, Nationaldagsbakelse, Runebergstårta och budapestbakelse.
Däremot räknas inte hallongrottor eller mockarutor som bakelser, utan som kakor.